# Liquiditeit (beleggingen)
Liquiditeit bij beleggingen geeft aan hoe snel een belegger en tegen welke kosten een positie kan op- of afbouwen. Het hebben van een beursnotering of niet speelt hierin een belangrijke rol.

## Effecten met beursnotering
Met een beursnotering is er een markt voor effecten. Iedere dag komen vraag en aanbod bij elkaar met transacties tot gevolg. Bij aandelen van grote bedrijven of grote obligatieleningen zijn er meer transacties waardoor relatief snel en tegen lage kosten de effecten kunnen worden gekocht of verkocht. Als veel aandelen of obligaties in vaste handen zijn, een geringe free float, dan neemt de verhandelbaarheid weer af.
De verhandelbaarheid wordt aangegeven in het handelsvolume per dag. Omdat de handel per dag sterk kan variëren worden voortschrijdend gemiddelden, van 50 of 200 dagen, ook gebruikt. De handel kan worden weergegeven in aantal aandelen of obligaties of in de waarde van de verhandelde effecten. In dit laatste geval worden de dagelijkse volumes vermenigvuldigd met de koersen.

## Vastgoed
Bij vastgoedbeleggingen wordt in unieke gebouwen gehandeld. Bij een aankoop moet de belegger op zoek naar een pand wat past in zijn beleggingsplan. Het moet de juiste omvang hebben, op de juiste locatie staan en goed geprijsd zijn. Het zoekproces kan lang duren en duur zijn. Hetzelfde geldt ook bij een verkoop waar de zoektocht zich richt op het vinden van een koper voor het onroerend goed. De liquiditeit of verhandelbaarheid is daardoor gering.